# Francesco Bracci

Kardinalswappen von Francesco Bracci

 Francesco Kardinal Bracci  (* 5. November 1879 in Vignanello, Provinz Viterbo, Italien; † 24. März 1967 in Rom) war ein Kurienkardinal der römisch-katholischen Kirche.

## Leben
Francesco Bracci studierte in Rom die Fächer Katholische Theologie und Philosophie. Er empfing am 6. Juni 1903 das Sakrament der Priesterweihe und wurde nach weiterführenden Studien im Jahre 1906 Dozent am Seminar von Civita Castellana, Offizial der Diözesankurie und Kathedralkanoniker. Von 1914 bis 1934 arbeitete er als Anwalt für den Gerichtshof der Römischen Rota und war dann vom 29. Dezember 1934 bis zum 30. Dezember 1935 Auditor an dieser Behörde. 1926 ernannte ihn Papst Pius XI. zudem zum Referendar des Obersten Gerichtshofs der Apostolischen Signatur und 1935 zum Sekretär der Kongregation für die Ordnung der Sakramente.
Papst Johannes XXIII. nahm Francesco Bracci am 15. Dezember 1958 als Kardinaldiakon mit der Titeldiakonie San Cesareo in Palatio in das Kardinalskollegium auf. 1962 ernannte ihn Johannes XXIII. zum Titularerzbischof von Idassa und spendete ihm am 19. April 1962 die Bischofsweihe; Mitkonsekratoren waren die Kardinäle Giuseppe Pizzardo und Benedetto Aloisi Masella. In den Jahren 1962 bis 1965 nahm Francesco Bracci am Zweiten Vatikanischen Konzil teil.
Francesco Bracci starb am 24. März 1967 in Rom und wurde in der Kirche des Kollegs von Vignanello bestattet.